# Augen auf (Sarah-Connor-Lied)
Augen auf ist ein Lied von Sarah Connor. Es erschien am 18. November 2016 als fünfte und letzte Singleauskopplung ihres achten Studioalbums Muttersprache (2015).

## Songinfos
Augen auf wurde von Daniel Faust, Peter Plate und Ulf Leo Sommer geschrieben und produziert. Inhaltlich ruft der Song zur Solidarität mit Flüchtlingen auf und setzt damit ein Zeichen gegen Pegida, Islamischen Staat und Menschenhass im Allgemeinen.
Sarah Connor wollte sich mit dem Song politisch eindeutig positionieren. Er wurde mitten während der sogenannten Flüchtlingskrise in Deutschland veröffentlicht und wurde auch bei Konzerten von Sarah Connor gezielt eingesetzt. So wurde er immer gegen Ende des Auftritts gespielt und die Zuschauer sollten sich während des Songs an den Händen halten. Dabei wurde im Hintergrund das Bild von Alan Kurdi, dessen Leichnam nach Ertrinken an der türkischen Mittelmeerküste angeschwemmt wurde, auf die Leinwand projiziert.
Das Lied wurde vom Fernsehsender RTL als Kampagnensong für den RTL-Spendenmarathon verwendet.

## Titelliste
| Nr. | Titel                     | Länge |
| --- | ------------------------- | ----- |
| 1.  | Augen auf (Album version) | 4:30  |
| 2.  | Augen auf (Live)          | 4:31  |

Besetzung:
Albumversion:
- Daniel Faust – Bass, Gitarre, Keyboards, Produktion

Liveversion:
- Sarah Connor – Gesang
- Arto Mäkelä – Gitarre
- Thomas Stieger – Bass
- Felix Lehrmann – Schlagzeug
- Jan Miserre – Keyboards
- Rhani Krija – Perkussion
- Esther Cowens, Leila Bostic, Rebecca Schwietzke – Hintergrundgesang

## Rezeption
Sven Kanbelitz bezeichnete Augen auf in seiner Rezension des Albums Muttersprache auf Laut.de als „ergreifendsten Track“ des Albums. Zwar verfalle Sarah Coonor „wieder mehrfach in längst abgetragene Bilder (…), trotzdem [gelänge] ihr ein deutliches Statement gegen Pegida, IS und Menschenhass.“
Thomas Kölsch vom General-Anzeiger besprach das Konzert von Sarah Connor auf dem Kunst!rasen in Bonn vor 4500 Zuschauern. Er bezeichnete den Song als einen „ganz großen Moment“, während er ansonsten die Inhaltslosigkeit der übrigen Titel kritisierte. Augen auf dagegen würde ein „deutliches Statement gegen Terror und Fremdenhass“ setzen.

## Chartplatzierungen
Das Lied platzierte sich in den deutschen Singlecharts auf Platz 87 und zwar bereits im Rahmen der Albumveröffentlichung am 15. Mai 2015.
| ChartsChartplatzierungen | Höchstplatzierung | Wochen |
| ------------------------ | ----------------- | ------ |
| Deutschland (GfK)        | 87 (1 Wo.)        | 1      |